# Music for a Big Night Out
Music For A Big Night Out je šestnácté studiové album německé skupiny Scooter. Bylo vydáno 2. listopadu 2012. Obsahuje 12 skladeb, z toho 2 singly.

## Seznam skladeb
| Pořadí | Název                | Délka |
| ------ | -------------------- | ----- |
| 1.     | Full Moon            | 1:50  |
| 2.     | I'm A Raver Baby     | 3:16  |
| 3.     | Army of Hardcore     | 2:57  |
| 4.     | 4 AM                 | 3:16  |
| 5.     | No Way To Hide       | 3:22  |
| 6.     | What Time Is Love    | 3:10  |
| 7.     | Overdose (Frazy)     | 3:03  |
| 8.     | Talk About Your Life | 3:25  |
| 9.     | I Wish I Was         | 3:25  |
| 10.    | Black Betty          | 3:34  |
| 11.    | Too Much Silence     | 5:38  |
| 12.    | Last Hippie Standing | 3:37  |